# Tomaž Bolčina
Tomaž Bolčina (San Pietro-Vertoiba, 6 gennaio 1994) è un ex cestista sloveno.

## Carriera
Ha vinto il campionato sloveno nella stagione 2012-13 con il Krka Novo mesto. Con la Nazionale Under-20 slovena ha disputato i FIBA EuroBasket Under-20 2013.

## Palmarès
- Campionato sloveno: 2

Krka Novo mesto: 2012-13, 2013-14
- Coppa di Slovenia: 2

Krka Novo mesto: 2014, 2015